# Asarina procumbens
Asarina procumbens là một loài thực vật có hoa trong họ Mã đề. Loài này được Carl Linnaeus mô tả khoa học đầu tiên năm 1753 dưới danh pháp Antirrhinum asarina. Năm 1768 Philip Miller chuyển nó sang chi Asarina.

## Từ nguyên và tên gọi
Tính từ định danh procumbens là phân từ hiện tại của động từ trong tiếng Latinh prōcumbō, có nghĩa là ngã xuống, rũ xuống, chìm xuống, phủ phục, nằm rạp, nằm bò ra đất, bò lan. Từ đây mà có các tên gọi thông thường của loài này trong tiếng Pháp và tiếng Anh.
Các tên gọi thông thường trong tiếng Pháp là asarine couchée (asarina bò lan), muflier à feuilles d'asaret (mõm chó/sói lá tế tân), muflier à feuilles d'asarum (mõm chó/sói lá tế tân), muflier couché (mõm chó/sói nằm bò), petit asaret (tế tân nhỏ) còn trong tiếng Anh là trailing snapdragon (mõm chó/sói nằm bò).

## Phân bố
Loài này là bản địa miền nam châu Âu - có tại Áo, Tây Ban Nha và Pháp, nhưng đã du nhập tới Đức, Hungary và Thụy Sĩ.

## Hình ảnh

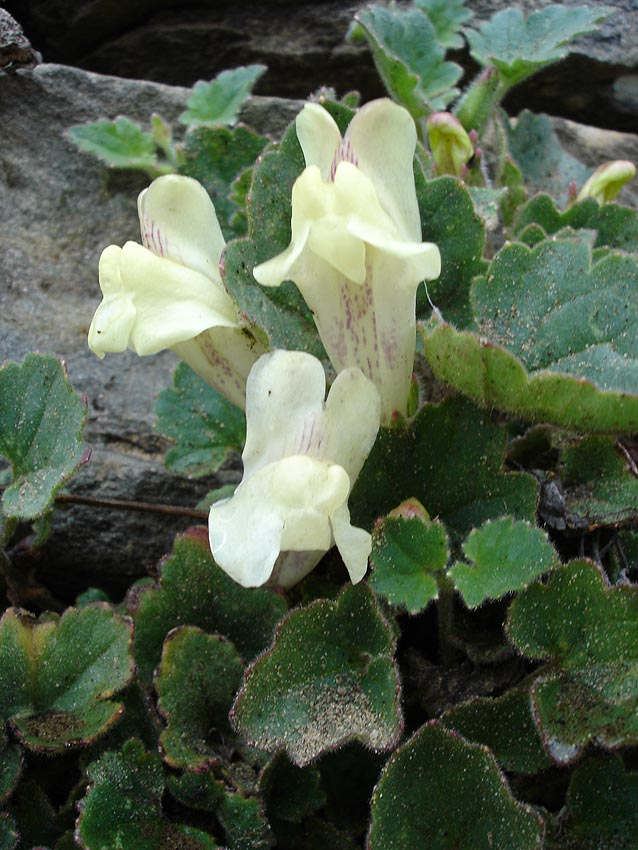
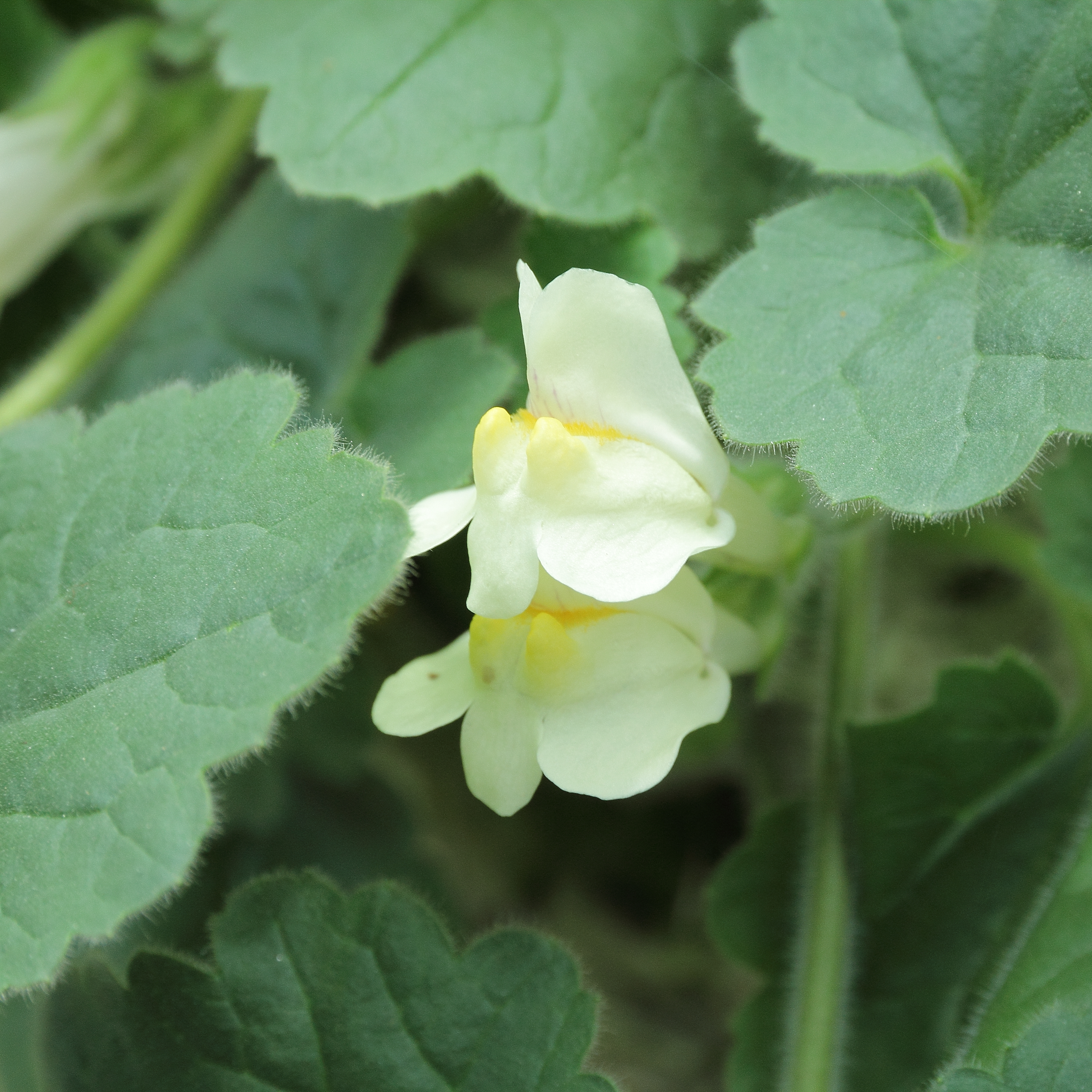
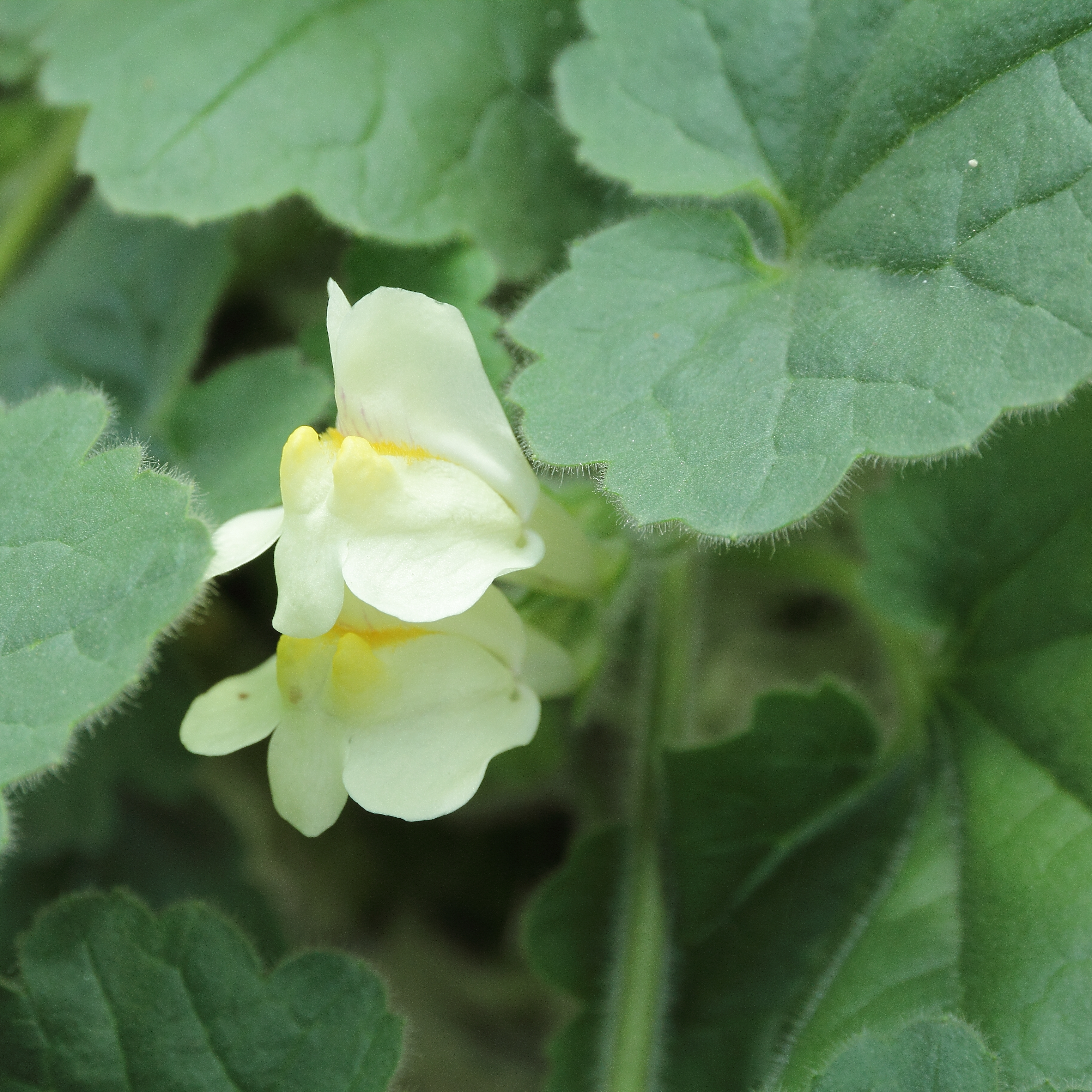
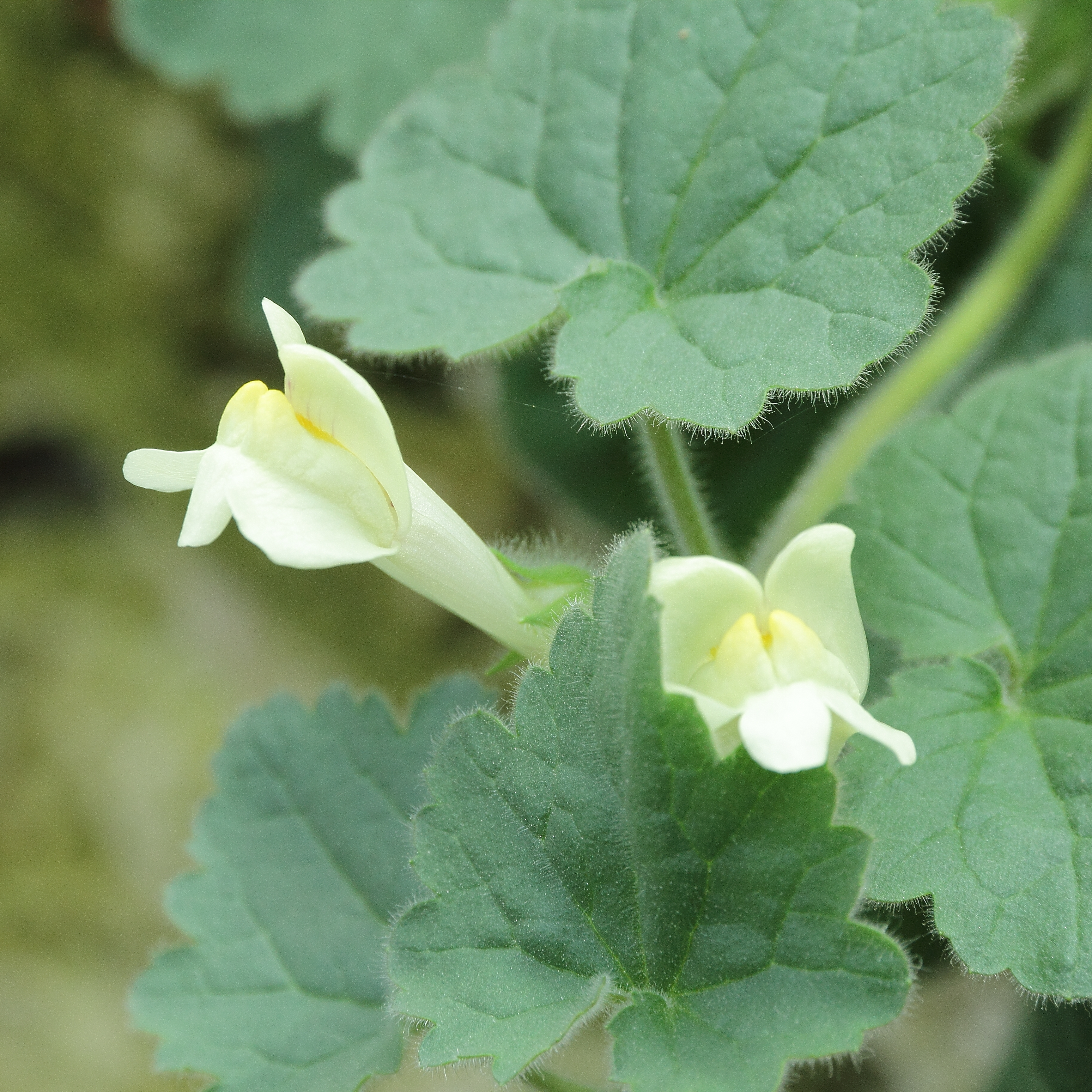